# Makary (Mirolubow)
Makary, imię świeckie Nikołaj Kiriłłowicz Podlesienski, nazwisko zmienione w szkole duchownej na Mirolubow (ur. 12 marca?/24 marca 1817 w Uchołowie, zm. 12 grudnia?/24 grudnia 1894 w Niżnym Nowogrodzie) – rosyjski biskup prawosławny, teolog, profesor patrystyki, autor prac poświęconych historii eparchii niżnonowogrodzkiej oraz zabytkom architektury i sztuki prawosławnej.

## Życiorys

### Młodość i praca naukowa
Był synem wiejskiego kapłana prawosławnego Kiriłła Podlesienskiego. Nazwisko Mirolubow otrzymał w czasie nauki w szkole duchownej w Sapożkowie. Ukończył następnie seminarium duchowne w Riazaniu (1838) oraz Moskiewską Akademię Duchowną (1842), gdzie był jednym z najlepszych absolwentów i gdzie uzyskał stopień magistra nauk teologicznych. Po uzyskaniu dyplomu został skierowany do pracy w seminarium duchownym w Niżnym Nowogrodzie jako wykładowca logiki, psychologii i łaciny. W 1843 został także asystentem inspektora seminarium, zaś w 1845 uzyskał profesurę w dziedzinie patrystyki.
Wieczyste śluby mnisze złożył 2 czerwca 1846 w monasterze Zwiastowania w Niżnym Nowogrodzie, przyjmując imię zakonne Makary. 9 czerwca tego samego roku został wyświęcony na hieromnicha. Od września 1846 wykładał w seminarium duchownym w Niżnym Nowogrodzie język hebrajski. Od 1849 należał do Cesarskiego Rosyjskiego Towarzystwa Geograficznego, zaś od 1850 był członkiem rzeczywistym Cesarskiego Rosyjskiego Towarzystwa Archeologicznego. Począwszy od 1848 publikował w Niżegorodskich gubiernskich wiedomostiach swoje artykuły poświęcone historii Cerkwi oraz archeologii regionu niżnonowogrodzkiego. W maju 1849 pracował w archiwach guberni nowogrodzkiej, analizując dokumenty i gramoty patriarsze, carskie i wielkoksiążęce. W 1851 wydał pracę pt. Istorija niżegorodskoj ierarchii, w której przedstawił biogramy biskupów Niżnego Nowogrodu od pierwszego z nich, Filareta, do Jakuba, zmarłego rok przed wydaniem pracy. Jego postaci Makary (Mirolubow) poświęcił osobną biografię wydaną w 1853 w Moskwie i w 1857 w Petersburgu. Inne teksty mnicha Makarego dotyczyły dziejów seminarium duchownego w Niżnym Nowogrodzie oraz monasteru Włodzimierskiej Ikony Matki Bożej w Orankach. Napisał także żywoty arcybiskupa niżnonowogrodzkiego Pitirima oraz mnicha Makarego Żółtowodzkiego. Do 1857 wydał publikację dotyczącą zabytków historii prawosławia w guberni niżnonowogrodzkiej (Pamiatniki cerkownych driewnostiej. Niżegorodskaja gubiernija, Памятники церковных древностей. Нижегородская губерния).
W 1853 został skierowany do pracy na stanowisku inspektora seminarium duchownego w Permie oraz profesora teologii w tejże szkole. Został także członkiem konsystorza eparchii permskiej i solikamskiej. W tym samym roku otrzymał godność igumena i na osobiste polecenie metropolity moskiewskiego Filareta został członkiem komitetu przy Świątobliwym Synodzie Rządzącym odpowiedzialnego za sporządzenie inwentarzy zabytków historii cerkiewnej. W celu zapoznania się ze stanem zabytków w poszczególnych eparchiach ihumen Makary wyjeżdżał następnie do Wołogdy, Jarosławia, Włodzimierza i Kostromy. Rok później otrzymał godność archimandryty. W tym samym roku przeprowadził badania w nowo odkrytym archiwum w soborze Mądrości Bożej w Nowogrodzie Wielkim oraz w innych najstarszych świątyniach Nowogrodu. Ich rezultaty przedstawił w dwutomowej pracy Archeołogiczeskoje opisanije cerkownych driewnostiej w Nowgorodie i jego okriestnostiach, wydanej w 1860. W 1857 wydał z kolei biografię metropolity nowogrodzkiego i petersburskiego.
W 1858 został rektorem seminarium duchownego w Riazaniu oraz profesorem teologii, stanowisko to łączyć miał z obowiązkami przełożonego monasteru Przemienienia Pańskiego w Riazaniu. Został również dziekanem monasterów w Sołotczy, Riazaniu i Poszczupowie. Już dwa lata później Święty Synod przeniósł go na analogiczne stanowisko w seminarium duchownym w Nowogrodzie, mianując go równocześnie przełożonym monasteru św. Antoniego Rzymianina w Nowogrodzie. Także w eparchii nowogrodzkiej archimandryta Makary łączył pracę w seminarium z obowiązkami dziekana kilku klasztorów, był też kierownikiem komitetu zajmującego się badaniami historii eparchii nowogrodzkiej i członkiem konsystorza. Na uroczystości tysiąclecia Nowogrodu opracował przewodnik po zabytkach historii cerkiewnej w mieście oraz publikację o domu biskupim w Nowogrodzie.

### Biskup
17 czerwca 1866 został nominowany na biskupa bałachińskiego, wikariusza eparchii niżnonowogrodzkiej. Już niecały rok później mianowany go ordynariuszem eparchii orłowskiej. Zbiór kazań, jakie wygłosił w Orle, został następnie opublikowany w Moskwie i był kilkakrotnie wznawiany. Od 1876 do 1879 był ordynariuszem eparchii archangielskiej i chołmogorskiej, zaś od 1879 do 1885 – niżnonowogrodzkiej i arzamaskiej. W Niżnym Nowogrodzie ufundował przytułek dla 25 osieroconych dziewczynek z rodzin duchownych, wspierał działalność dobroczynną, reaktywował monaster św. Makarego Żółtowodzkiego.
W latach 1885–1887 kierował eparchią wiacką i słobodzką. Ostatnią kierowaną przez niego administraturą była eparchia dońska i nowoczerkaska, gdzie był biskupem ordynariuszem od 1887 do 1894. Z urzędu odszedł na własną prośbę z uwagi na zły stan zdrowia. Osiadł wówczas w monasterze Zwiastowania w Niżnym Nowogrodzie, tam po kilku miesiącach zmarł i został pochowany w podziemiu cerkwi św. Aleksego na terenie klasztoru. Jego pochówek najprawdopodobniej nie przetrwał, gdyż w czasach ZSRR cerkiew ta została zaadaptowana na planetarium.
W 1856 został odznaczony orderem św. Anny II stopnia, w 1861 – orderem św. Anny II stopnia z koroną cesarską, w 1864 – orderem św. Włodzimierza III stopnia, w 1871 – orderem św. Anny I stopnia, w 1879 – orderem św. Włodzimierza II stopnia, w 1891 – orderem św. Aleksandra Newskiego.